# Station Bovenkarspel-Grootebroek
Station Bovenkarspel-Grootebroek is gelegen in de provincie Noord-Holland aan de spoorlijn van Enkhuizen naar Hoorn, op de grens van de dorpen Bovenkarspel en Grootebroek.

## Geschiedenis
Het oorspronkelijke stationsgebouw dateerde uit 1884 en was van het standaardtype Hemmen. Het station was ooit voorzien van een uitgebreid goederenemplacement ten behoeve van de naast het station gevestigde groente- en fruitveiling De Tuinbouw. Inmiddels zijn hiervan enkel de zogeheten "Landtongen" over. In 1965 werd het oude stationsgebouw gesloopt en vervangen door een kleiner gebouw met betonskelet.

## Huidige toestand
Het station wordt bediend door NS. Het huidige stationsgebouw werd gebouwd in 1965 en is ontworpen door Willem Kloos. Het station telt twee sporen, aan weerszijden van een eilandperron dat via een overpad te bereiken is.

## Afbeeldingen

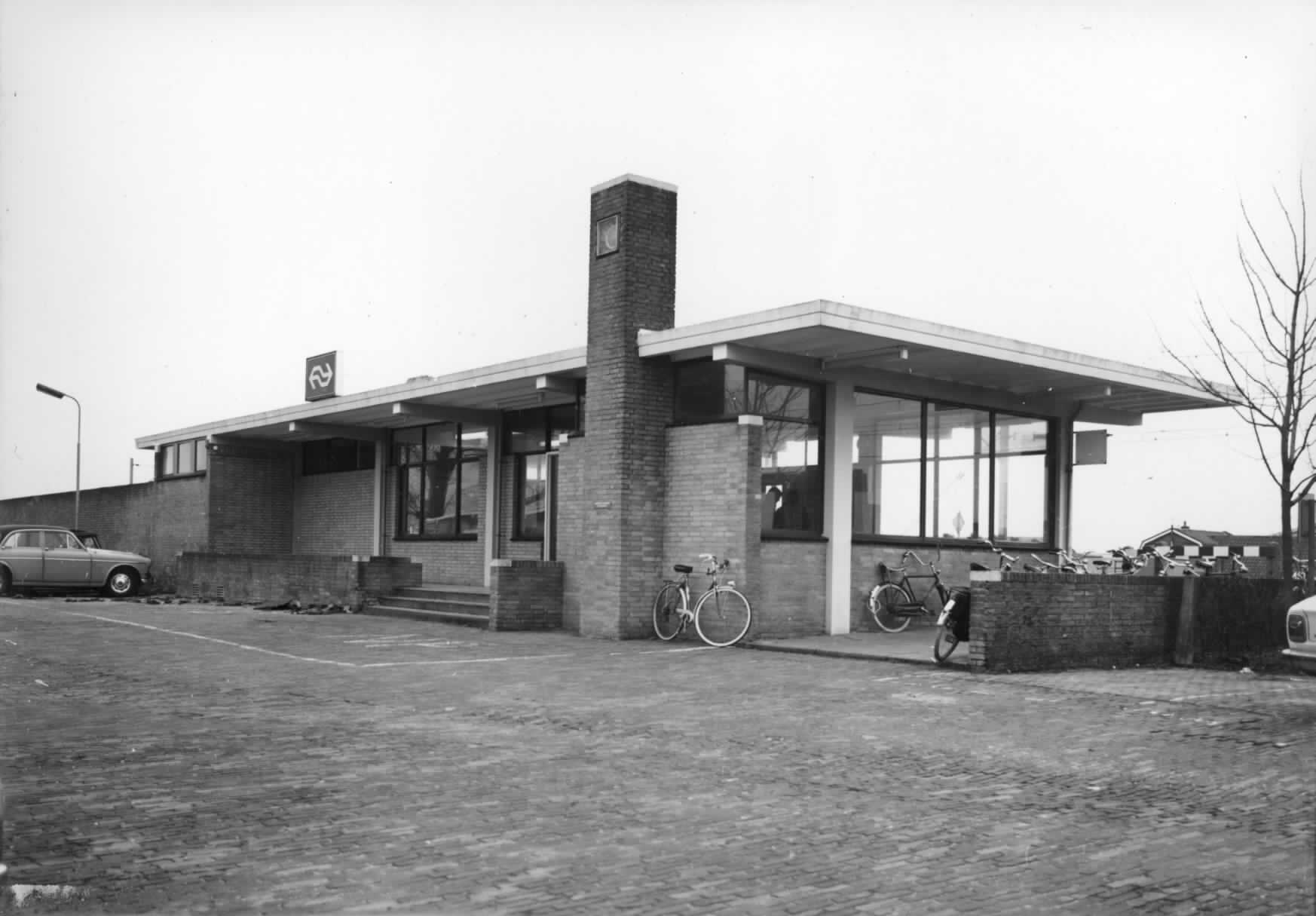
Perron in 1975
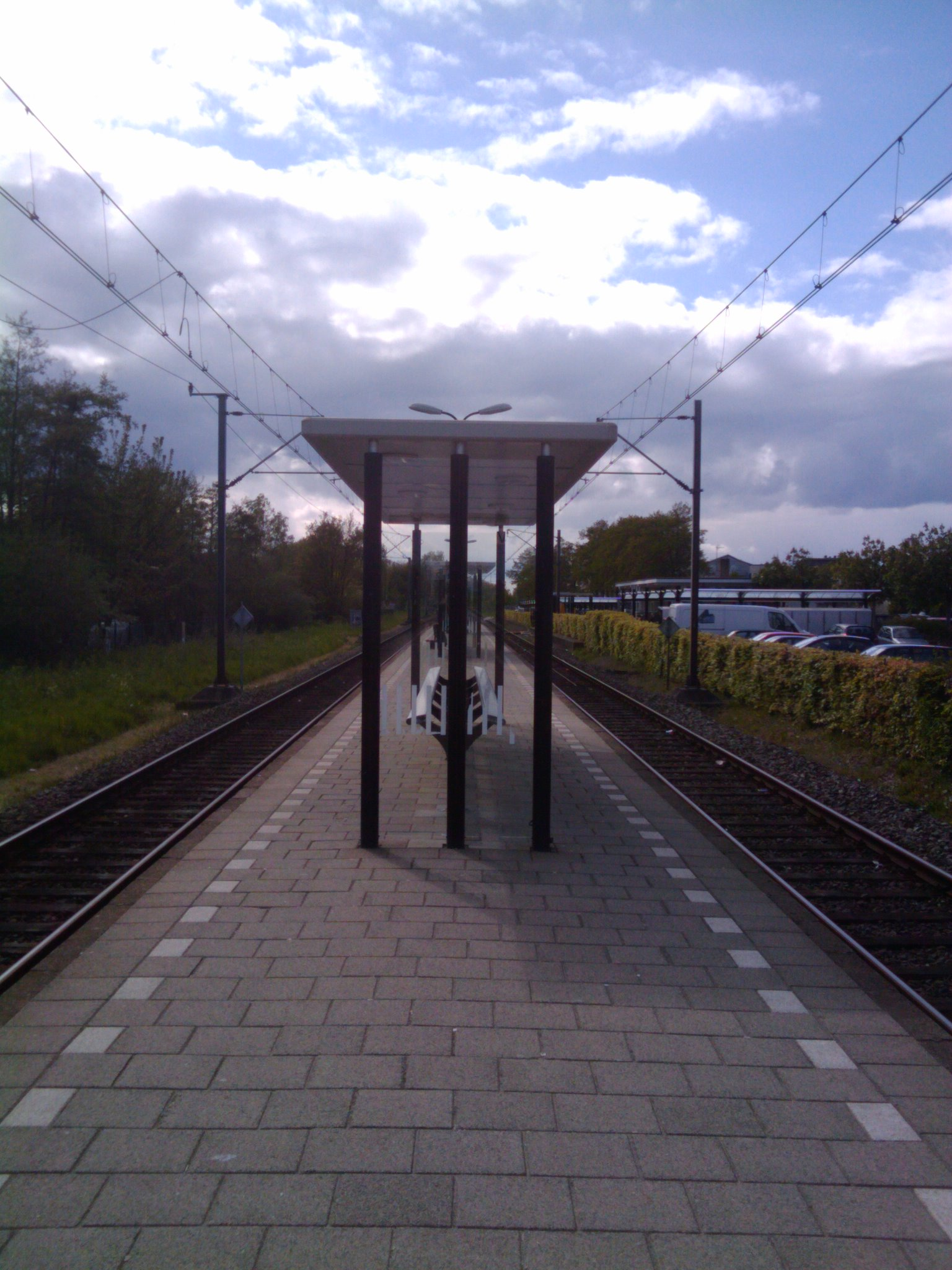
Perron in 2010
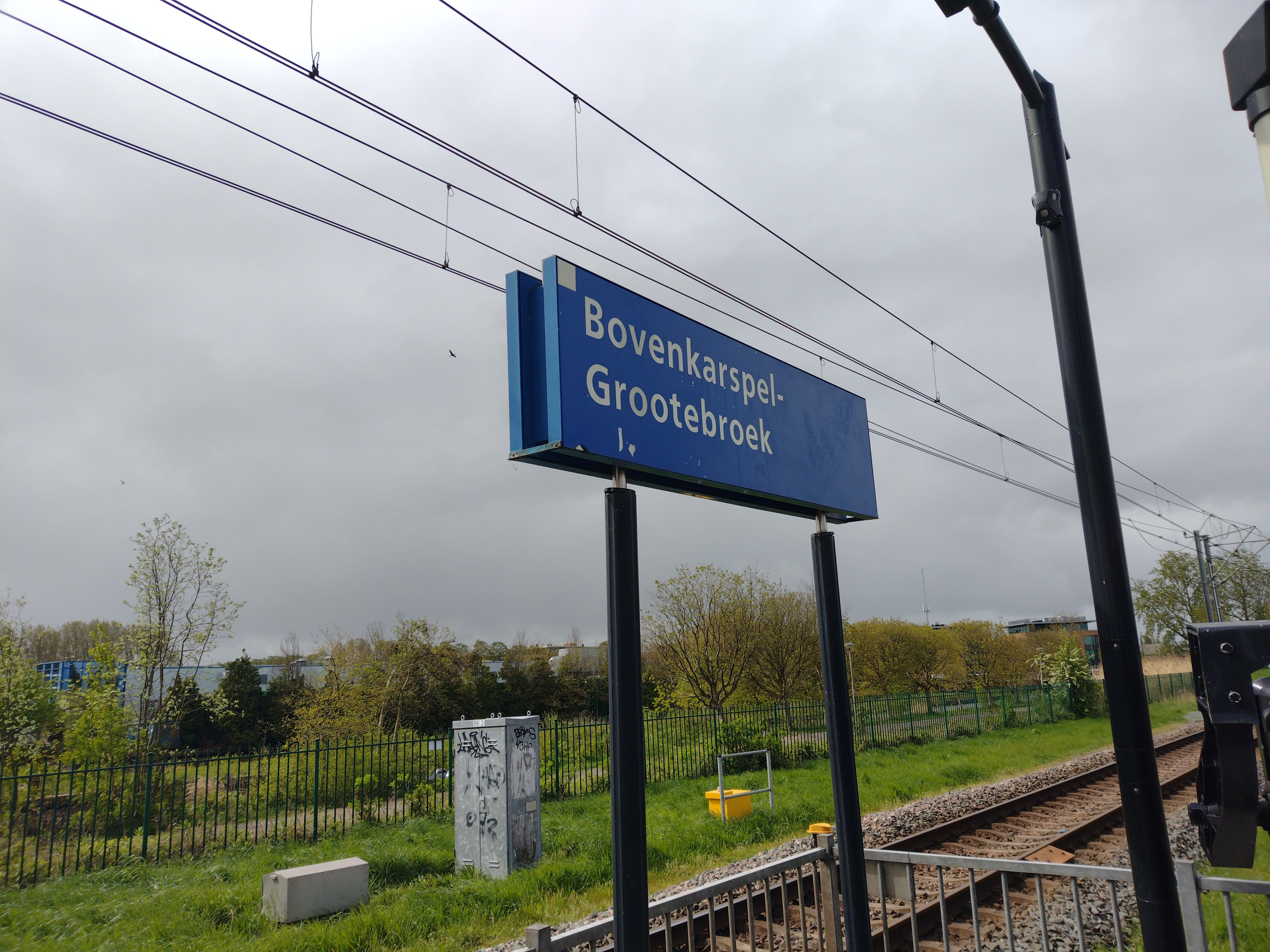
Naambordje op het station
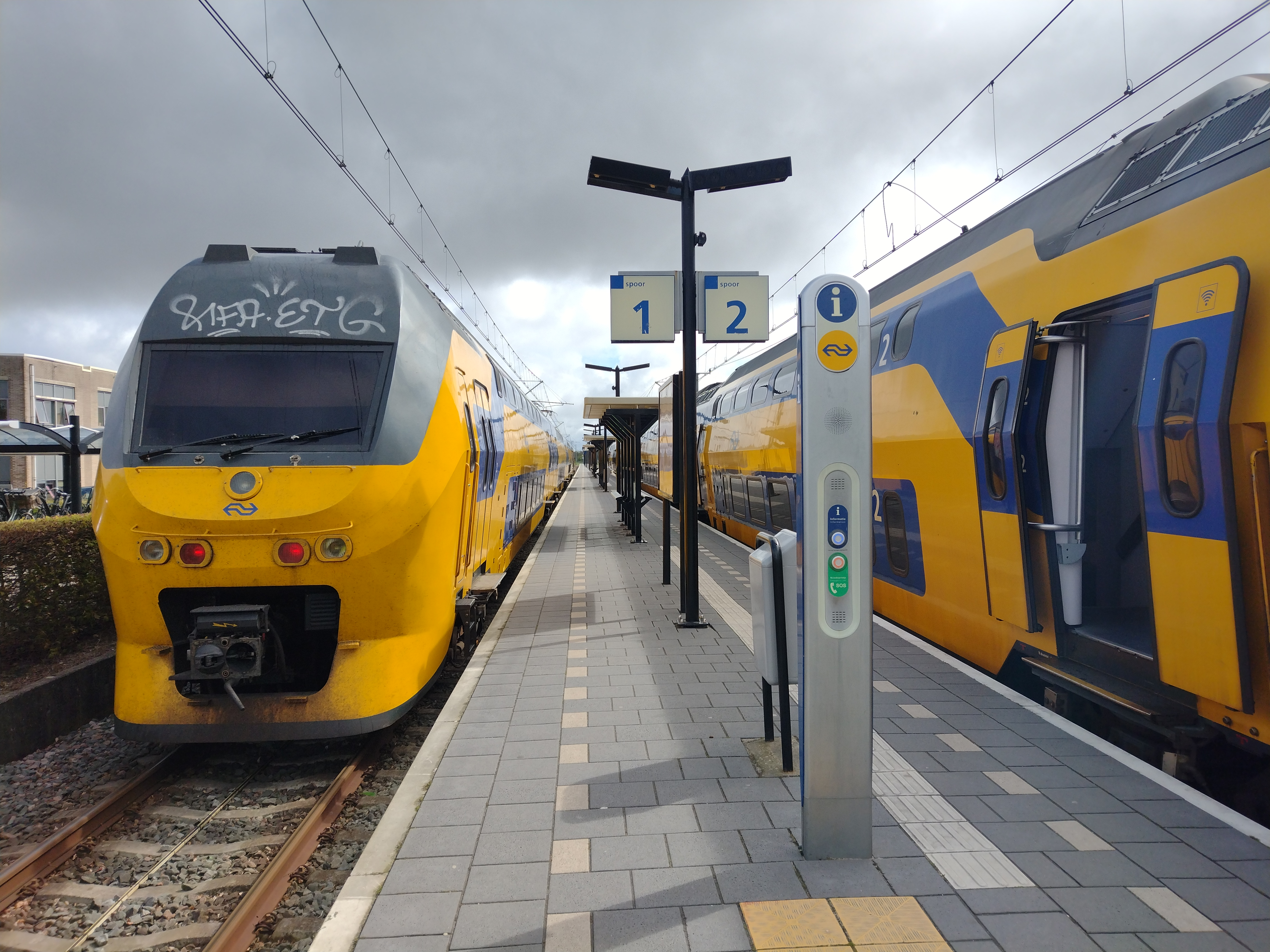
Twee VIRM's op het station

## Treinen
| Serie | Treinsoort     | Route | Bijzonderheden |
| ----- | -------------- | --- | --- |
| 2900  | Intercity (NS) | Enkhuizen – Bovenkarspel-Grootebroek – Hoorn – Amsterdam Centraal – Utrecht Centraal – 's-Hertogenbosch – Eindhoven Centraal – Weert – Roermond – Sittard – Maastricht | Rijdt van maandag t/m donderdag in de vroege ochtend en in de avonduren en rijdt van vrijdag t/m zondag de hele dag en vervangt dan Intercity 3900 tussen Enkhuizen en Amsterdam Centraal en intercity 2700 tussen Amsterdam Centraal en Maastricht.                                                                           |
| 12900 | Intercity (NS) | Enkhuizen – Bovenkarspel-Grootebroek – Hoorn – Amsterdam Centraal | Stopt niet in Zaandam. Rijdt enkel eenmaal op de vroege zaterdagochtend en rijdt als IC door richting Nijmegen. Rijdt niet richting Enkhuizen |
| 3700  | Intercity (NS) | Amsterdam Centraal – Purmerend – Hoorn – Bovenkarspel-Grootebroek – Enkhuizen                                                                                          | Stopt niet in Zaandam. Rijdt alleen in de spits in de spitsrichting, rijdt niet op vrijdag. |
| 3900  | Intercity (NS) | Enkhuizen – Bovenkarspel-Grootebroek – Hoorn – Amsterdam Centraal – Utrecht Centraal – 's-Hertogenbosch – Eindhoven Centraal – Weert – Roermond – Sittard – Heerlen    | Stopt niet in Zaandam. Rijdt in de avonduren en van vrijdag t/m zondag de hele dag enkel tussen Eindhoven Centraal en Heerlen. Wordt in de avonduren en van vrijdag t/m zondag de hele dag vervangen door intercity 2900. Rijdt van maandag t/m donderdag in de avonduren enkel tussen Sittard en Heerlen en rijdt dan 1x/uur. |

Aan de dagranden wordt dit station soms ook bediend door de volgende treinserie:
| Serie | Treinsoort    | Route                                                                            | Bijzonderheden |
| ----- | ------------- | -------------------------------------------------------------------------------- | -------------- |
| 4100  | Sprinter (NS) | Hoofddorp – Schiphol Airport – Zaandam – Purmerend – Hoorn – Hoorn Kersenboogerd |                |

## Bussen
| Lijn                                                        | Route | Soort     |
| ----------------------------------------------------------- | --- | --------- |
| Vervoerder: Connexxion Concessiegebied: Noord-Holland Noord | |           |
| 138                                                         | Andijk - Grootebroek - Bovenkarspel                                                                        | Streekbus |
| 412                                                         | Hoorn - Schellinkhout - Wijdenes - Hem - Venhuizen - Hoogkarspel - Lutjebroek - Grootebroek - Bovenkarspel | Buurtbus  |
| 438                                                         | Enkhuizen - Bovenkarspel - Andijk                                                                          | Buurtbus  |

## Ontwikkeling aantal reizigers
Het aantal door NS vervoerde reizigers (per gemiddelde werkdag) ontwikkelde zich sedert 2019 als volgt:
| Jaar | Aantal reizigers |
| ---- | ---------------- |
| 2019 | 2.336            |
| 2020 | 1.089            |
| 2021 | 1.155            |
| 2022 | 1.511            |
| 2023 | 1.621            |
| 2024 | 1.636            |

## Referentie
1. ↑  Bron: NS Dashboard, Reizigersgedrag 2024 Bovenkarspel-Grootebroek, Aantal instappers, uitstappers en overstappers van NS-trein op NS-trein (per gemiddelde werkdag).
2. ↑  Veiling De Tuinbouw, met onder meer een luchtfoto van het station met de veiling. Vereniging Oud Stede Broec.

0: Zaandam ·
1: Zaanbrug ·
2: Zaandam Kogerveld ·
6: Oostzaan ·
12: Purmerend Weidevenne ·
13: Purmerend ·
15: Purmerend Overwhere ·
17: Kwadijk ·
20: Middelie ·
23: Stopplaats Oosthuizen ·
25: Schardam ·
28: Avenhorn ·
32: Hoorn ·
35: Hoorn Kersenboogerd ·
37: Blokker ·
40: Westwoud ·
43: Hoogkarspel ·
45: Lutjebroek ·
46: Bovenkarspel-Grootebroek ·
48: Broekerhaven ·
48: Bovenkarspel Flora ·
50: Enkhuizen
0: Hoorn ·
1: Lageweg ·
2: Schellinkhout ·
3: De Wijmers ·
4: Wijdenes ·
5: Leekerweg ·
6: Hem ·
7: 't Weijver ·
8: Venhuizen ·
9: 't Buurtje ·
10: Bovenkarspel-Grootebroek
Alkmaar ·
-Noord ·
Amsterdam:
-Amstel ·
-ArenA ·
-Bijlmer ArenA · 
-Centraal ·
-Holendrecht ·
-Lelylaan ·
-Muiderpoort ·
-RAI ·
-Science Park ·
-Sloterdijk ·
-Zuid ·
Anna Paulowna ·
Beverwijk ·
Bloemendaal ·
Bovenkarspel:
-Flora ·
-Grootebroek ·
Bussum Zuid ·
Castricum ·
Den Helder ·
-Zuid ·
Diemen ·
-Zuid ·
Driehuis ·
Duivendrecht ·
Enkhuizen ·
Haarlem ·
-Spaarnwoude ·
Halfweg-Zwanenburg ·
Heemskerk ·
Heemstede-Aerdenhout ·
Heerhugowaard ·
Heiloo ·
Hilversum ·
-Media Park ·
-Sportpark ·
Hollandsche Rading ·
Hoofddorp ·
Hoogkarspel ·
Hoorn ·
-Kersenboogerd ·
Koog aan de Zaan ·
Krommenie-Assendelft ·
Naarden-Bussum ·
Nieuw Vennep ·
Obdam ·
Overveen ·
Purmerend ·
-Overwhere ·
-Weidevenne ·
Santpoort:
-Noord ·
-Zuid ·
Schagen ·
Schiphol Airport ·
Uitgeest ·
Weesp ·
Wormerveer ·
Zaandam ·
-Kogerveld ·
Zaandijk Zaanse Schans ·
Zandvoort aan Zee
Stations van de Museumstoomtram Hoorn-Medemblik:
Tramstation Hoorn · 
Zwaag ·
Wognum-Nibbixwoud ·
Twisk ·
Opperdoes ·
Medemblik
Voormalige stations: zie de lijst van voormalige spoorwegstations in Noord-Holland